# 50 Bootis
Désignations
50 Bootis est une étoile de la constellation du Bouvier, située à 275 ± 3 a.l. (∼ 84,3 pc) de la Terre.